# 月刊少女野崎同學
《月刊少女野崎同學》是椿泉以四格漫畫形式創作的日本漫畫作品，自2011年8月25日起於Square Enix的漫畫網站「GANGAN ONLINE」每月連載一回（每月第4個星期四）。2014年7月開始播放電視動畫。

## 作品概要
本作是作者的第一本四格漫畫，亦為GANGAN ONLINE從2011年7月起實施的「16作品每週新連載計畫」的第9號計畫。作品的宣傳語為「這場戀愛，越來越像少女漫畫」。
於網路廣播電台「SQUARE ENIX CHANNEL!」第31次播放時，由安元洋貴扮演野崎、西明日香扮演佐倉、KENN扮演御子柴演出廣播劇。
2013年6月26日發售廣播劇CD。
2014年3月電視動畫化發表，同年7月開始播放。
2015年獲得《這本漫畫真厲害！》女子篇第五名。2023年BookLive讀者票選戀愛漫畫第6名。

## 故事簡介
高中女生佐倉千代好不容易提起勇氣向同年級的野崎梅太郎告白，得到的卻是野崎的親筆簽名和「要不要來我家」的邀請。佐倉雖然對意料之外的展開感到困惑，卻還是帶著期待來到野崎家，沒想到等著她的卻是漫畫原稿，不知不覺間就順著野崎的指示開始進行塗黑作業。到這時佐倉才發現，野崎是知名少女漫畫家夢野咲子......隨著充滿性格反差的角色陸續登場，笑料也愈來愈多。究竟佐倉的單戀能否修成正果呢？

## 登場人物
※ 聲優為電視動畫版。廣播劇CD版的則記載在条目下方。

### 主要人物
野崎梅太郎（配音：中村悠一（日本）；鄧肇基（香港））
男主角，少女漫畫家。浪漫學園2年B班，生日6月6日（梅之日），A型，身高190公分。有一名弟弟野崎真由與一名妹妹野崎夢子，都是中學生。
創刊號登場。以筆名夢野咲子（ゆめの さきこ）於《月刊少女羅曼史》連載作品《萌愛♡》。作品以細膩心理描寫著稱，被稱為「女孩心思代言人」。
實際上是個女人緣普通，沒有談過戀愛，也不會察言觀色，對感情的描寫大多出於空想的人。
因為千代出色的海報作品而注意到她，誤會千代的告白，以為她是夢野咲子的粉絲，便請她擔任自己的漫畫塗黑助手。
興趣是創作漫畫與劇情發想，把觀察到的事物都用在漫畫上。沒有刻意隱瞞自己的少女漫畫家身分，但朋友大多不相信。自稱擅長傾聽他人的戀愛煩惱，但本人在愛情方面極為遲鈍。
雖然是漫畫家，但非常不擅長畫背景，因此都交給堀學長處理。
非常討厭自己的前任漫畫編輯前野先生，熱愛現任編輯劍哥。
因為學校離家太遠，獨自在學校附近租賃公寓作為工作室，助手們在放學後會到此繪製作品，環境整潔。
身型高大，運動神經優秀，國中時是籃球隊主將，但後來因為畫漫畫而退出籃球界。
雙手靈巧，擅長料理與各種家務。會做了一道菜後特地把佐倉與御子柴找來家裡吃飯。喜歡偏硬的米飯，害怕以外文標示的流行美食。
擅長國文、日本史、家政，不擅長數學與英文，選修美術。
佐倉千代（配音：小澤亞李（日本）；陳頴琪（香港））
女主角，漫畫塗黑助手，野崎工作室的吉祥物。2年A班，生日3月27日（櫻之日），O型，身高145公分。有一名中學生弟弟佐倉十和。
創刊號登場。個性開朗善良，表情非常豐富，做事全力以赴但動作有點笨拙，為人親切好相處，待人率直體貼。
與野崎在高中第一次開學典禮當天邂逅，一見鍾情。但因為向他告白時說自己對野崎「很仰慕」，讓野崎誤以為她是漫畫的粉絲，因而陰錯陽差成為他的漫畫塗黑助手。
美術社社員，有空就會參加社團活動，擅長水彩畫，可以用水彩筆處理漫畫塗黑工作（一般人大多使用自來水筆），野崎認證她的平塗技術很好。美術社學姐認為她可以召喚野崎。
與野崎無關時，行為大致正常。但與人聊到野崎時，就會滔滔不絕到脫線的程度。常會吐槽野崎為漫畫取材而做出的種種奇怪行為。知道大量野崎的個人資訊。
因為專情於野崎，所以對鹿島與御子柴的帥氣免疫。
少女漫畫輕度讀者，沒有特定的偏好。
興趣是收集可愛的東西，有各種蝴蝶結緞帶。因緣際會成為野崎筆下女主角麻美子的外型藍本。
喜歡糖果糕點等甜食，特別喜歡起司蛋糕，討厭泰國綠咖哩。
擅長科目與選修科目都是美術，不擅長科學，尤其是物理。成績普普但吐槽時非常敏銳。
編輯部欽點「貴重的吐槽角色」。
御子柴實琴（配音：岡本信彥（日本）；張振聲（香港））
男性，但被公認為「大家的女主角」。為野崎繪畫花與效果的助手，亦負責小物品與點描等等。
2年G班，生日2月14日（情人節），A型，身高177公分。獨生子，家裡有一隻黑貓「諾亞」。
第3號登場。容貌俊美，很受女生歡迎，但其實非常不懂得和女性相處。不坦率，臉皮薄又愛耍帥，經常在說完肉麻話後感羞恥痛苦。
為了學習與女性相處而開始玩美少女遊戲，不知不覺就變成收集美少女模型與戀愛遊戲的重度御宅族。喜歡戀愛模擬遊戲與各種知名RPG遊戲，會把喜歡角色的臺詞背得滾瓜爛熟。
喜歡胸部多於屁股。嚮往清純型的女生，但喜歡他的以辣妹居多。
服裝品味是模仿時尚雜誌而來，喜歡骷髏頭等龐克風元素。穿耳環。
和鹿島關係很好，兩個人一起出現時，在路人眼中是會發光的帥哥雙人組。
很怕生。根據鹿島在第110號中的說法，御子柴與陌生人要喝茶超過五次才能成為朋友。御子柴特別無法與辣妹型的女生溝通，但與比自己笨拙的人或比自己年輕的男性就沒有包袱。
性格纖細，佐倉與野崎稱之為「小御御」（みこりん）。是野崎筆下女主角麻美子的性格藍本。
濫好人，耳根子很軟，被誇獎時就不懂得拒絕。
喜歡漢堡，討厭青椒等會苦的食物。
擅長生物與英文，不擅長政經（類似臺灣的公民科），選修音樂。
沒有相對應的異性角色（早先一度設定此角色為女性版本的野崎真由）。
第一輪人氣投票冠軍。
鹿島遊（配音：中原麻衣（日本）；陳雪瑩（香港））
女性，校園王子（女），御子柴的摯友，話劇社社員。2年G班，生日10月31日（萬聖夜），O型，身高176公分。有一名中學生妹妹鹿島麗。
第5號登場。天才，相貌英俊、運動萬能、擅長交際、成績是全年級第一，非常受到女性歡迎，是校內女生崇拜的「王子殿下」，對於受女生歡迎感到開心。
話劇社的當家小生，因為堀的原因入社，但常常蹺課，因此堀不時得使用暴力「親自迎接」她上課。很仰慕堀，希望得到堀的喜歡與認同，但行為時常起反效果。
抖M，精神強度極強，能接受各種莫名其妙的要求。
早期與御子柴是對手的關係，但由於樣樣勝過御子柴，兩人已經變成好朋友了。
音痴，非常不會唱歌，在音樂課時都靠伴奏蒙混過去。拜瀨尾為師學唱歌，但並沒有改善。
喜歡味噌漬け，討厭超辣的食物。嗜好是美食巡禮與逛街購物。
擅長所有科目，選修書法。成績雖好，但遇到與堀有關的事就會變成白痴。
堀政行（配音：小野友樹（日本）；蘇裕邦（香港））
男性，為野崎繪畫背景的助手，話劇社社長。3年C班，生日11月28日（膝上襪之日），AB型，身高164公分。有一名高中生弟弟。
第5號登場。工作能力很強，也很熱心仗義。對於戲劇非常認真，演技很好，聲音帥氣。
因為身高太矮而不適合擔任主角，發現幕後工作更有趣，便在新生代加入話劇社後退居幕後。由於木工能力很好，所以負責製作大型道具與搭建舞臺。
不太在乎戲劇的深刻理念或得獎與否，更注重觀眾的投入，製作劇碼以大眾化的愛情劇為主。
以繪製背景交換野崎為話劇社編寫劇本。由於社團的緣故，入夜後才會到野崎家幫忙，與其他成員的時間錯開。
雖然對鹿島的散漫行為非常不滿，卻對鹿島的長相與才氣不自覺的重視，不時將鹿島的外貌與他人比較，每次都認為鹿島長得最出色，被野崎和佐倉認為就像過度溺愛小孩的父母一樣。
酒量很差，吃了鹿島做的白蘭地蛋糕就會醉，酒醉後變得很率直。
空間感極佳，很快就能把路認熟。
腿控。極其喜歡鹿島的外型。
喜歡豚骨拉麵，討厭一般人手工製作的食物，特別是糕點，因為小時候曾經吃壞肚子過。
擅長數學與物理，不擅長古文，選修書法。
瀨尾結月（配音：澤城美雪（日本）；姜嘉蕾（香港））
女性，人稱「聲樂社的羅蕾萊」，佐倉的好朋友。2年A班，生日7月7日（七夕），B型，身高163公分。有一名大學生哥哥瀨尾遼介。
第4號登場。性格非常豪邁，行為狂野不羈，不會察言觀色，很自我，經常激怒他人，但沒有惡意。精神強度極強。
頭髮自然捲，穿衣顯瘦但其實是巨乳。服裝是龐克風的辣妹系，喜歡豹紋。
聲樂社社員，歌聲美妙，宛如天使，成為校內的傳說。在校外被學姐要求安靜守規矩，被稱做「浪漫學園的人魚公主」，在唱歌比賽前會每天按時出席社課。
體能非常好，運動神經超群，有一半的社團時間在各運動社團當槍手，不過基本上都是擔任「讓人討厭的對手」之類，是啟發社員們自省的反面教材。
喜歡男子籃球社的社員若松，稱呼對方為「阿若」（わか），但表達關愛的方式非常幼稚，堪比小學男生。
興趣是各種格鬥電玩。
喜歡壽司與烤肉串燒，討厭櫻花魚鬆、食用菊花等裝飾性食材。常常請若松吃飯，還會送對方土產。
擅長數學與歷史，不擅長國文，選修音樂。
若松博隆（配音：木村良平（日本）；梁皓翔（香港））
男性，網點與擦線助手。1年D班，生日9月3日（睡眠之日），A型，身高185公分。有一名年紀差很多的姊姊和一名小學生弟弟。
第13號登場。男子籃球社社員，中學時是野崎玩籃球的學弟，兩人感情很好。認為野崎打籃球時很帥氣，對他引退改畫漫畫感到惋惜。
勤於鍛鍊，肌肉結實，加上樂於助人的個性，在瀨尾修學旅行時一度很受校內女生歡迎。
個性單純坦率，不會拒絕學長姐。有把古早味少女漫畫當參考書的傾向，因此鬧出不少笑話。
心思纖細，曾因瀨尾造成的壓力而失眠，後來靠著「聲樂社的羅蕾萊」歌聲入睡，但不知道羅蕾萊其實就是瀨尾。
非常仰慕羅蕾萊，為了得到羅蕾萊的新歌而幫野崎製作漫畫。起初只是協助擦鉛筆線，後來意外發現有貼網點的天分，但沒有指定網點時就會搭錯風格。
擅長各種單純枯燥的工作與活動身體的事，對活學活用與發揮創意感到棘手。
喜歡咖哩與漢堡排，討厭香菇。
擅長體育與英文，不擅長國文（現代文），選修書法。

### 《月刊少女羅曼史》相關
宮前劍（配音：三宅健太（日本）；蔡忠衛（香港））
27歲，生日9月22日，A型，身高171公分。有一名弟弟。
第7號登場。野崎的漫畫編輯，被野崎與佐倉稱為「劍哥」。完美主義者，認真工作，討厭廢話，回訊息回的很快，對野崎的評價也一針見血。
野崎視之為冷靜成熟的大人，非常仰慕，也常常將他的意見異常正面化。作者表示劍哥是佐倉最大的情敵。
過去和前野是高中同學。喜歡閱讀，高中時是清瘦的文學少年，與前女友松川都很討厭前野。
身材圓潤，是壓力大就會發胖的體質，而前野就是其壓力來源，離開前野就會變瘦。
畫技奇差，只會畫火柴人。喜歡甜不辣和酒，討厭甜食。
前野蜜也（配音：小野大輔（日本）；蔡忠衛（香港））
27歲，生日8月1日，B型，身高176公分。有一名姐姐。
第7號登場。野崎的前任漫畫編輯，目前是都小姐的編輯。非常會打扮，但腦袋空空。
漫畫品味奇特，會很得意的提出大家都想得到的建議，還認為是自己的功勞，無惡意的蠻橫，讓野崎很討厭他。
負責《少女羅曼史》的編輯部網誌更新，但幾乎變成前野的私人網誌。興趣是聯誼、聚餐、參觀寫真女星攝影。
喜歡狸貓，負責的作品經常出現大量狸貓。
都由香里（配音：川澄綾子（日本）；姜嘉蕾（香港））
大學一年級，生日4月8日，O型，身高165公分。獨生女，家裡養狗。
第9號登場。野崎與佐倉稱之為「都小姐」，是在《別冊少女羅曼史》上連載的少女漫畫家，以本名當筆名。和野崎住在同一棟公寓。能夠畫各種類型的漫畫。
待人有禮謙和、溫柔不顯生疏，不會生氣。由於隐藏自己的漫畫家身份，反而被大學同學誤認為是從事夜店職業。
興趣是網購與叫外賣，對創作非常認真，集齊了畫冊集《男人的裸體》。
喜歡番茄義大利麵，討厭動物肝臟料理。

### 其他人物
野崎真由
御崎第一中學3年級，柔道社的主將。生日8月8日（蝴蝶之日），AB型，身高181cm。野崎梅太郎的弟弟。
第33號登場。個性慵懶，沉默寡言，以極度簡潔的用字回覆簡訊或以紙筆代言，但兄長梅太郎總能意會他的意思。
非常熱愛柔道，假日除了睡覺就是練習柔道。上課極不認真，將一天的精力全奉獻給柔道社的課後練習，實力強勁。
是個有決心就能做好事情的天才，只要為了能繼續參與柔道練習，不論體育或學習都能拿到第一，並因此受到女生歡迎。
為了提升柔道社員練習寝技的興趣，以哥哥的漫畫及御子柴的收藏為參考，畫出練習寢技的性感美少女圖樣，久而久之，社員變得只熱衷於寢技，成為其他學校的畏懼對象。
寡言卻並非不善言辭，必要時應變能力與適應力很高。肌肉結實，肉體強度極強。
喜歡能賺錢養他的大姐姐，或柔道比他強的人。喜歡麵包等方便的食物，討厭魚或螃蟹等需要挑刺剝殼的麻煩食物。
野崎的父母
第33號登場。野崎升上高中後，由於工作和學習時間緊繃，決定自己租房子住，遭到全家人反對，但在本人的堅持下最終搞定。
野崎夢子
國中生，野崎家的么女，非常喜歡少女漫畫，野崎梅太郎成為漫畫家也是受其影響。
在2015年12月17日全彩特別篇「野崎家」第一次登場。
作者早期計畫中的女主角，高中後的故事出現在2021年出版的特別篇《月刊少女野崎さん》。
最喜歡的作品是《萌愛♡》，非常崇拜夢野咲子，但不肯相信哥哥梅太郎就是夢野咲子，其實夢野咲子（ゆめの さきこ）這個筆名就來自野崎夢子。
畫畫的功力極差，大概只有3歲小孩的程度，但故事構思能力超強。
小林
御崎第一中學3年級，真由的同班同學，柔道社員。
第43話登場。為了消耗真由的體力，要求真由認真上課才能參加柔道練習，結果真由拿到各種年級第一，變得很有女人緣。
替真由經營繪畫帳號「小由由的部落格」。
瀨尾遼介
20歲，大學一年級，瀨尾結月的哥哥，都由香里的大學同學。
第53號登場。正常人。喜歡都小姐，一度誤會都小姐和野崎在交往，還以為都小姐在夜店打工。
被野崎當作角色範本。在咖啡廳打工，和若松對話後，誤會妹妹結月和若松兩情相悅。
久川陽菜
大學一年級，都由香里與瀨尾遼介的大學同學。
第26號登場，但在單行本第91號才透過讀者投票公布姓名。
正常人。一度誤會都小姐和野崎在交往，還以為都小姐在夜店打工。
與男友交往的原因是一起喝到太難喝的玉米濃湯。
佐倉十和
在2016年連載五周年番外篇「姐姐的偶像」第一次登場。
國中生，佐倉千代的弟弟，單純樸實。打網球。
與姐姐一樣擅長吐槽，知道姐姐喜歡野崎，誤以為野崎是模特兒。
竹田
第92號登場。佐倉的同班同學，外型可愛，決定果斷。
岬
第92號登場。佐倉的同班同學，吐槽佐倉的戀愛少女行徑。
鹿島麗
第99號登場。國中生，鹿島遊的妹妹，稱鹿島遊為「姐姐大人」，被野崎等人誤會是鹿島遊的粉絲之一。
就讀校風保守的女校，對兩性互動認知異常，會把任何異性間的互動妄想成情色場景。
喜歡少女漫畫，是《萌愛♡》的忠實讀者。得知野崎梅太郎就是夢野咲子時一下子就相信此事。
非常喜歡真由的作品。
保科
第116號登場。佐倉的同班同學，女子排球社員。手機簡訊告白大賽冠軍。
高濱
第116號登場。佐倉的同班同學，喜歡可愛的女生與偶像。
伊東
第116號登場。佐倉的同班同學，元氣滿滿，會彈鋼琴。
吉野
第126號登場。鹿島麗的同班同學與好友，會對每個互動的男生意亂情迷。

### 創作角色
麻美子（配音：三宅麻理惠（日本）；鄧潔麗（香港））
《萌愛》的女主角，容易害羞的高中女生，沒辦法坦率的對鈴木表達自己的感情。個性是野崎參考御子柴設定出來的，外型事實上來自佐倉（在開學日將一個絲帶頭飾贈予野崎，以剩下的一個頭飾束起馬尾，成為麻美子的髮型），但野崎事後忘記此事，佐倉也全不知情。
鈴木 三郎（配音：宮野真守（日本）；郭俊廷（香港））
《萌愛》的男主角，麻美子喜歡的對象，騎腳踏車上學的美男子，為人溫和。野崎很喜歡這個角色，因為他畫起來很容易，也不會與其他設定重複。沒有角色原型時，野崎會把男性角色全畫成他的樣子。
尾瀨（配音：鈴木達央（日本）；梁皓翔（香港））
野崎以瀨尾為範本所創造出的男性角色，與以若松為範本的女角「和歌」是歡喜冤家，但私下常常在電話中鼓勵和歌。此支線故事頗受讀者歡迎。
和歌（配音：升望（日本）；姜嘉蕾（香港））
野崎以若松為範本的女性角色，與瀨尾結月為範本的男性角色是歡喜冤家，喜歡在電話中鼓勵自己的那個人，但本人不知道那個人就是尾瀨。名字與若松的「若」字同音。
友田（配音：日野聰（日本））
男性向遊戲人物。主人公的好友，性格溫和友善，在幫助主人公的時候不遺餘力，讓玩到入戲的野崎梅太郎和御子柴無比感動，認定友田是主人公的珍愛。野崎決定用自己的筆讓友田得到幸福，於是給他和遊戲主人公畫了一篇同人故事。
野崎梅子
宮前劍送給野崎梅太郎的女性向遊戲《Secret Days》中，野崎為女主角起的名字。因為在走劇情時只會唯唯諾諾附和對方，導致野崎、若松和堀對她的好感度一直在下降。由於該遊戲裡所有攻略的男性角色都是雙重性格，而梅子全部都能接受，被發現包容心意外的強。

## 出版書籍

### 單行本
| 卷數 | 史克威爾艾尼克斯 | 史克威爾艾尼克斯                                                  | 青文出版社                  | 青文出版社                                                | 青文出版社             | 文化傳信       | 文化傳信               | 世界图书出版有限公司北京分公司 | 世界图书出版有限公司北京分公司 |
| 卷數 | 發售日期         | ISBN                                                              | 發售日期                    | ISBN / EAN                                                | 特別版 EAN             | 發售日期       | ISBN                   | 發售日期                       | ISBN                           |
| ---- | ---------------- | ----------------------------------------------------------------- | --------------------------- | --------------------------------------------------------- | ---------------------- | -------------- | ---------------------- | ------------------------------ | ------------------------------ |
| 1    | 2012年4月20日    | ISBN 978-4-7575-3566-4                                            | 2014年1月25日               | ISBN 978-986-310-879-5                                    | EAN 471-8016-01226-4   | 2014年1月30日  | ISBN 978-988-8196-28-9 | 2016年10月                     | ISBN 978-7-5100-5472-3         |
| 2    | 2012年11月22日   | ISBN 978-4-7575-3777-4                                            | 2014年5月25日               | ISBN 978-986-356-024-1                                    | EAN 471-8016-01227-1   | 2014年4月10日  | ISBN 978-988-8196-54-8 | 2016年10月                     | ISBN 978-7-5100-5475-4         |
| 3    | 2013年6月22日    | ISBN 978-4-7575-3985-3                                            | 2014年7月17日 2014年8月25日 | EAN 471-8016-00950-9（限定版） ISBN 978-986-356-119-4     | EAN 471-8016-01228-8   | 2014年5月23日  | ISBN 978-988-8196-67-8 | 2016年10月                     | ISBN 978-7-5100-6005-2         |
| 4    | 2014年1月22日    | ISBN 978-4-7575-4203-7                                            | 2014年12月25日              | EAN 471-8016-01102-1                                      | EAN 471-8016-01229-5   | 2014年7月26日  | ISBN 978-988-8196-68-5 | 2016年10月                     | ISBN 978-7-5100-6505-7         |
| 5    | 2014年7月22日    | ISBN 978-4-7575-4353-9                                            | 2015年1月19日 2015年2月25日 | EAN 471-8016-01185-4（限定版） EAN 471-8016-01168-7       | EAN 471-8016-01377-3   | 2014年10月14日 | ISBN 978-988-8195-58-9 | 2016年10月                     | ISBN 978-7-5100-6779-2         |
| 6    | 2015年2月21日    | ISBN 978-4-7575-4378-2（通常版） ISBN 978-4-7575-4379-9（限定版） | 2015年8月25日               | EAN 471-8016-01398-8                                      | EAN 471-8016-01470-1   | 2015年4月30日  | ISBN 978-988-8138-02-5 | 2016年10月                     | ISBN 978-7-5100-6903-1         |
| 7    | 2015年12月22日   | ISBN 978-4-7575-4830-5                                            | 2016年5月25日               | EAN 471-8016-02008-5                                      | EAN 471-8016-01833-4   | 2016年3月22日  | ISBN 978-988-8320-59-2 | 2019年11月                     | ISBN 978-7-5192-6453-6         |
| 8    | 2016年8月22日    | ISBN 978-4-7575-4870-1（通常版） ISBN 978-4-7575-4871-8（限定版） | 2016年11月25日              | EAN 471-8016-02099-3                                      | EAN 471-8016-02099-3   | 2016年10月25日 | ISBN 978-988-8320-98-1 | 2019年11月                     | ISBN 978-7-5192-6450-5         |
| 9    | 2017年8月22日    | ISBN 978-4-7575-5442-9                                            | 2018年2月1日                | EAN 471-8016-02783-1                                      | EAN 471-8016-02784-8   | 2017年10月1日  | ISBN 978-988-8320-56-1 | 2021年10月                     | ISBN 978-7-5192-7907-3         |
| 10   | 2018年7月21日    | ISBN 978-4-7575-5782-6                                            | 2019年1月19日               | ISBN 978-986-356-761-5                                    | EAN 471-8016-03485-3   | 2018年12月1日  | ISBN 978-988-8510-14-6 | 2021年10月                     | ISBN 978-7-5192-7908-0         |
| 11   | 2019年8月22日    | ISBN 978-4-7575-6150-2（通常版） ISBN 978-4-7575-6151-9（限定版） | 2020年2月3日                | EAN 471-8016-03725-0（會場限定版） ISBN 978-986-512-212-6 | EAN 471-8016-03715-1   | 2020年4月9日   |                        | 2021年10月                     | ISBN 978-7-5192-7909-7         |
| 12   | 2020年8月11日    | ISBN 978-4-7575-6797-9                                            | 2021年2月5日                | ISBN 978-986-512-706-0                                    | ISBN 978-986-512-806-7 |                |                        | 2022年12月                     | ISBN 978-7-5192-8770-2         |
| 13   | 2021年8月11日    | ISBN 978-4-7575-7395-6                                            | 2022年10月17日              | ISBN 978-626-322-604-3 （限定版） ISBN 978-626-322-602-9  | ISBN 978-626-322-603-6 |                |                        | 2022年12月                     | ISBN 978-7-5192-2430-1         |
| 14   | 2022年8月10日    | ISBN 978-4-7575-8078-7                                            | 2023年7月6日                | ISBN 978-626-340-924-8                                    | ISBN 978-626-340-925-5 |                |                        | 2024年9月                      | ISBN 978-7-5232-1395-7         |
| 15   | 2023年8月10日    | ISBN 978-4-7575-8428-0（通常版） ISBN 978-4-7575-8726-7（限定版） | 2024年7月22日               | ISBN 978-626-383-973-1 （限定版） ISBN 978-626-383-904-5  | ISBN 978-626-383-974-8 |                |                        | 2024年9月                      | ISBN 978-7-5232-1396-4         |
| 16   | 2024年8月9日     | ISBN 978-4-7575-9352-7                                            | 2025年4月30日               | ISBN 978-626-422-402-4                                    | ISBN 978-626-422-403-1 |                |                        |                                |                                |
| 17   | 2025年8月8日     | ISBN 978-4-301-00010-5                                            |                             |                                                           |                        |                |                        |                                |                                |

### 官方設定集
| 卷數 | 史克威爾艾尼克斯 | 史克威爾艾尼克斯       | 青文出版社   | 青文出版社           |
| 卷數 | 發售日期         | ISBN                   | 發售日期     | EAN                  |
| ---- | ---------------- | ---------------------- | ------------ | -------------------- |
| 全   | 2014年8月22日    | ISBN 978-4-7575-4406-2 | 2015年8月8日 | EAN 471-8016-01417-6 |

### 官方漫畫精選集
| 卷數 | 史克威爾艾尼克斯 | 史克威爾艾尼克斯       |
| 卷數 | 發售日期         | ISBN                   |
| ---- | ---------------- | ---------------------- |
| 全   | 2014年8月22日    | ISBN 978-4-7575-4405-5 |

## 廣播劇CD
2013年6月26日由Frontier Works發售廣播劇CD。
配音人員（2013年）
- 野崎梅太郎：安元洋貴
- 佐倉千代：西明日香
- 御子柴實琴：KENN
- 瀨尾結月：澤城美雪
- 鹿島遊：松浦知惠
- 堀政行：間島淳司
- 若松博隆、鈴木三郎：浪川大輔
- 麻美子：田村由香里
- 友田：水島大宙

## 電視動畫
2014年7月開始播出電視動畫。

### 製作人員
- 原作：椿泉（揭載「GANGAN ONLINE」Square Enix刊）
- 導演：山崎光惠
- 系列構成、劇本：中村能子
- 角色設計、總作畫監督：谷口淳一郎
- 總演出：竹下良平
- 劇中漫畫製作：菊地七菜、白石識
- 道具設計：天崎まなむ
- 美術監督：河野次郎
- 色彩設計：石黑健
- 攝影監督：伊藤邦彦
- 編集：武宮睦美
- 音響監督：松尾衡
- 音樂：橋本由香利
- 音樂製作：KADOKAWA（Media Factory）
- 音樂製作人：若林豪
- 製作統括：中山卓也
- 製片人：田中翔、紅谷佳和、渡邊愛美、鎌田肇、石塚正俊、松澤博
- 動畫製作人：中村陽介
- 動畫製作：動畫工房
- 製作：月刊少女野崎同學製作委員會

### 主題曲
片頭曲（如果不是你的話肯定不行）
作詞、作曲、編曲：大石昌良，歌：
片尾曲
作詞、作曲、編曲：Hige Driver，歌：佐倉千代（CV：小澤亞李）

### 各話列表
| 話數     | 日文標題 | 中文標題                                    | 香港標題                     | 分鏡     | 演出                              | 作畫監督                                       | 單行本(連載)回數                        |
| -------- | -------- | ------------------------------------------- | ---------------------------- | -------- | --------------------------------- | ---------------------------------------------- | --------------------------------------- |
| 創刊號   |          | 這戀情，持續少女漫畫化                      | 這段戀情，將化成少女漫畫     | 山崎光惠 | 山崎光惠                          | 瀧原美樹                                       | 01、02、50部分                          |
| 第二號   |          | 新（NEW）女主角請多指教♪                    | 新女主角請多多指教           | 齋藤哲人 | 渡部穩寬                          | 宮川智惠子                                     | 03、04、05部分                          |
| 第三號   |          | 暴力VS王子（Violence VS Prince）            | 粗魯男對王子                 | 竹下良平 | 竹下良平                          | 工藤裕加                                       | 05、06、10                              |
| 第四號   |          | 男人有時非戰不可。                          | 男人總有非戰不可的時候。     | 吉川博明 | 野木森達哉                        | 菊永千里                                       | 08、21(22) 1冊封面                      |
| 第五號   |          | 「思考」「描繪」戀情的男子。                | 敘寫戀愛篇章的男子。         | 山崎理   | 守田藝成                          |                                                | 07、09、15                              |
| 第六號   |          | 對你施·魔·法♡                               | 為你施展魔法                 | 齋藤哲人 | 山崎光惠                          | 中嶋敦子                                       | 13(11)、14、20 2冊附錄                  |
| 第七號   |          | 滿腦子都是漫畫的野崎同學                    | 漫畫家腦野崎同學             | 渡部穏寬 | 渡部穏寬                          | 瀧原美樹、工藤裕加 吉田奏子                    | 11(12)、19                              |
| 第八號   |          | 校園王子（女生）的煩惱                      | 校園王子殿下（女生）的煩惱   | 竹下良平 | 竹下良平                          | 小谷杏子、菊池聰延                             | 16、24部分、36 1冊裏封面                |
| 第九號   |          | 心跳不已的感覺還足夠嗎？                    | 心跳感覺足夠嗎               | 山崎理   | 大林亞彌 關久之 竹下良平 山崎光惠 | 菊永千里、菊池正芳 海保仁美                    | 17、12(13)部分 18、26部分               |
| 第十號   |          | 日益堅固的，是羈絆跟韁繩。                  | 日益堅固的，是羈絆與韁繩。   | 齋藤哲人 | 守田藝成                          | 、伊藤大翼 市原圭子                            | 23、25部分、30 3冊附錄                  |
| 第十一號 |          | 萌米                                        | 萌米                         | 竹下良平 | 竹下良平                          | 吉田奏子、大高美奈 小宮山由美子 工藤裕加、     | 22部分、31、38 39部分                   |
| 最终號   |          | 若這心情不是戀愛， 這世上就沒有戀愛可言了。 | 這份感情若不算愛世上將沒有愛 | 山崎光惠 | 山崎光惠                          | 瀧原美樹、工藤裕加 中嶋敦子、森光惠 谷口淳一郎 | 1冊附錄 28、40、50部分 動畫原創、38部分 |

### 播放電視台
日本深夜動畫：下文記載的日本国内播放時間使用日本標準時間（UTC+9）表示。因為部分時間标识會採用30小时制，因此請留意这类超过24:00的时间，其實際播放時間為翌日清晨。
| 播放地區       | 播放電視台    | 播放日期                | 播放時間（UTC+9）         | 所屬聯播網 | 備註                  |
| -------------- | ------------- | ----------------------- | ------------------------- | ---------- | --------------------- |
| 關東廣域圈     | 東京電視台    | 2014年7月6日－9月21日   | 星期日 25時05分－25時35分 | 東京電視網 | 制作委员会参与        |
| 大阪府         | 大阪電視台    | 2014年7月7日－9月22日   | 星期一 25時15分－25時45分 | 東京電視網 |                       |
| 北海道         | TV北海道      | 2014年7月8日－9月23日   | 星期二 25時35分－26時05分 | 東京電視網 |                       |
| 愛知縣         | 愛知電視台    | 2014年7月8日－9月23日   | 星期二 26時35分－27時05分 | 東京電視網 |                       |
| 岡山縣、香川縣 | 瀨戶內電視台  | 2014年7月9日－9月24日   | 星期三 26時10分－26時40分 | 東京電視網 |                       |
| 福岡縣         | TVQ九州放送   | 2014年7月10日－9月25日  | 星期四 27時00分－27時30分 | 東京電視網 |                       |
| 日本全國       | AT-X          | 2014年7月11日－9月26日  | 星期五 23時00分－23時30分 | 衛星電視   | 制作委员会参与 有重播 |
| 日本全國       | GyaO!         | 2014年7月11日－9月26日  | 星期五 23時30分 更新      | 網絡電視   |                       |
| 日本全國       | 萬代頻道      | 2014年7月17日－10月2日  | 星期四 24時00分 更新      | 網絡電視   |                       |
| 日本全國       | NICONICO直播  | 2014年7月17日－10月2日  | 星期四 24時00分－24時30分 | 網絡電視   |                       |
| 日本全國       | NICONICO頻道  | 2014年7月17日－10月2日  | 星期四 24時30分 更新      | 網絡電視   |                       |
| 日本全國       | TV Dogatch    | 2014年7月18日－10月3日  | 星期五 12時00分 更新      | 網絡電視   |                       |
| 日本全國       | d Anime Store | 2014年7月25日－10月10日 | 星期五 12時00分 更新      | 網絡電視   |                       |

| 播放地區 | 播放電視台 | 播放日期               | 當地播放時間           | 所屬聯播網 | 備註       |
| -------- | ---------- | ---------------------- | ---------------------- | ---------- | ---------- |
| 臺灣     | 緯來日本台 | 2015年7月16日－7月23日 | 星期一至五20:00－21:00 | 有線電視   | 有重播時段 |
| 香港     | ViuTV      | 2016年7月2日－9月17日  | 星期六09:30－10:00     |            |            |

### BD／DVD
于2014年9月24日开始分卷分批发行，每卷2话，各卷附有短篇動畫。
| 卷  | 發售日         | 收錄話         | 規格編號   | 規格編號  |
| 卷  | 發售日         | 收錄話         | 藍光       | DVD       |
| --- | -------------- | -------------- | ---------- | --------- |
| 1   | 2014年9月24日  | 第1話－第2話   | ZMXZ-9651  | ZMBZ-9661 |
| 2   | 2014年10月29日 | 第3話－第4話   | ZMXZ-9652  | ZMBZ-9662 |
| 3   | 2014年11月26日 | 第5話－第6話   | ZMXZ-9653  | ZMBZ-9663 |
| 4   | 2014年12月24日 | 第7話－第8話   | ZMXZ-9654  | ZMBZ-9664 |
| 5   | 2015年1月28日  | 第9話－第10話  | ZMXZ-9655  | ZMBZ-9665 |
| 6   | 2015年2月25日  | 第11話－第12話 | ZMXZ-9656  | ZMBZ-9666 |
| BOX | 2016年3月18日  | 第1話－第12話  | ZMAZ-10478 | -         |

### 特典動畫
| 話數            | 日文標題 | 中文標題                                    | 劇本     | 分鏡     | 演出     | 作畫監督   | 單行本(連載)回數 |
| --------------- | -------- | ------------------------------------------- | -------- | -------- | -------- | ---------- | ---------------- |
| 特典動畫 第一號 |          | 那個美男子，是男性友人？？還是男朋友？？    | 中村能子 | 齋藤哲人 | 菅原靜貴 | 藤原奈津子 | 45               |
| 特典動畫 第二號 |          | 續 那個美男子，是男性友人？？還是男朋友？？ | 中村能子 | 齋藤哲人 | 菅原靜貴 |            | 45               |
| 特典動畫 第三號 |          | 全部連接起來的相關圖                        | 中村能子 | 齋藤哲人 | 菅原靜貴 | 瀧原美樹   | 45               |
| 特典動畫 第四號 |          | 夏天！大海！合宿！                          | 中村能子 | 齋藤哲人 | 菅原靜貴 | 工藤裕加   | 46               |
| 特典動畫 第五號 |          | 我跟太陽哪個比較耀眼呢？                    | 中村能子 | 齋藤哲人 | 菅原靜貴 | 尾尻進矢   | 46               |
| 特典動畫 第六號 |          | 那個事件要被少女漫畫化了。                  | 中村能子 | 齋藤哲人 | 菅原靜貴 | 中嶋敦子   | 46               |

## 註解
1. ↑  SQUARE ENIX CHANNEL! 第31回 （页面存档备份，存于）。
2. ↑  . コミックナタリー. 2014-03-22  [2014-07-12]. （原始内容存档于2017-05-27）.
3. ↑  .   [2021-03-16]. （原始内容存档于2021-02-26）.
4. ↑  . BookLive!.   [2023-10-08]. （原始内容存档于2023-10-08）.
5. ↑  . 樂天.   [2024-05-24]. （原始内容存档于2024-05-30） （日语）.
6. ↑  . 樂天.   [2024-05-24]. （原始内容存档于2024-05-24） （日语）.
7. ↑  曼迪傳播代理的中文譯名。
8. ↑  香港ViuTV標題，以播放時所顯示的字幕為準。

## 外部連結
- 月刊少女野崎同學 - 漫畫 - GANGAN ONLINE -SQUARE ENIX- （页面存档备份，存于）（日語）
- 「月刊少女野崎同學」廣播劇化決定！！ - GANGAN ONLINE -SQUARE ENIX-（日語）
- 「月刊少女野崎同學」廣播劇CD的賣點！ - GANGAN ONLINE -SQUARE ENIX-（日語）
- 電視動畫「月刊少女野崎同學」官方網站 （页面存档备份，存于）（日語）
- 東京電視台「月刊少女野崎同學」 （页面存档备份，存于）（日語）
- 月刊少女野崎同學的X（前Twitter）（日語）
- 緯來日本台官方網站 （页面存档备份，存于）（繁體中文）